# Streif
Streif je klasična smukaška proga v Kitzbühelu v Avstriji, na kateri smukači že od leta 1937 tekmujejo za "Pokal Hahnenkamm". Leži nad Kitzbühlom na Tirolskem pod goro Hahnenkamm (Petelinji greben). Velja za najtežjo, najnevarnejšo, najbolj zlogasno in najbolj prestižno ter obiskano smukaško progo na svetu.
Leta 1966 so v gostišču Seidlalm tik ob tej progi, so trije smučarski funkcionarji Serge Lang, Honore Bonnet in Bob Beattie prišli na idejo da ustanovijo Svetovni pokal v alpskem smučanju in so tudi ga.
Od leta 1995, redno pa od leta 2000 naprej, na progi "Streifalm", ki v večini poteka po tej progi, le da z precej nižjim startom, v zdaj že tradicionalnem petkovem terminu vozijo tudi superveleslalom.
Vse do 2016 je klasični smuk na Streifu skupaj z nedeljskim slalomom na sosednji progi "Ganslern" še zadnjič štel za kombinacijo, prvi v seštevku obeh časov pa je postal zmagovalec pokala Hahnenkamm.
Gre sicer za povsem naraven teren, pašnike, proga sicer ni urejena in na njej ni moč kar tako smučati.
Vsak zmagovalec tekme za vse večne čase dobi svoje ime na eni izmed gondol, kar je posebna čast.

## Zgodovina

### 1931: Prvič za pokal Hahnenkamm
Leta 1931 je potekal prvi smuk za "pokal Hahnenkamm", ki je bil sicer izpeljan na drugi progi nedaleč stran, imenovani "Flecklam", ko je Ferdl Friednsbacher zmagal s časom 4:32,4 minute. 
Leta 1932 in 1935 je tekmovanje potekalo na progi "Stickelberg", leta 1936 pa na progi "Penkelstein". 

### 1937: Selitev na Streif
Od leta 1937 naprej se tekmuje na tej progi. Zmagal je avstrijec Thaddäus Schwabl s časom 3:53.1.
Leta 1938 je bila že napovedana tekma odpovedana, naprej pa tekem vse do konca druge svetovne vojne ni bilo. Prva leta po vojni so zmagovali le domači, avstrijski smukači. Dvakrat sta bila izboljšana rekordna časa proga, leta 1952 pa edinkrat doslej tekmovanje sploh ni bilo v koledarju.

### 1953–56: Zloglasna »Mišnica«dobila ime
Najkasneje leta 1956 je Toni Sailer, st., sicer oče legendarnega avstrijskega smučarja Tonija Sailerja, dal ime zloglasni strmini na vrhu proge in jo poimenoval »Mišnica« saj je imel občutek, da tekmovalci brez da bi videli kam, na pamet skočijo v neznano, direktno v past, mišelovko.

### 1967: Prvič za svetovni pokal
Od leta 1967, tukaj prirejajo tekme v svetovnem pokalu, torej že od prve sezone. Takraj je z zmagal Jean-Claude Killy z časom 2:11.82.

### 1981: Padec Križaja na Hausbergu
»Vedno bolj me je vleklo nazaj, ko
pa sem v takem položaju zapeljal v
luknjo, iz katere me je kar izstrelilo,
 je bilo seveda po meni. Vsaj za zdaj
ne čutim posebnih bolečin.«

Delo (19.1.1981)
17. januarja 1981 je Bojan Križaj na "Prelomnici Hausberg", na svojem edinem smuku v karieri, spektakularno frčal po zraku. Padec, ki še danes buri duhove in je postal del slovenske nacionalne športne  folklore. Tisto leto je bilo skupaj kar 13 padcev, med drugimi je zelo grdo na ciljni strmini padel tudi Hans Enn. Šved Ingemar Stenmark pa je napol stoje, previdno in s počasno vožnjo z več kot 10 sekundami zaostanka končal na 34. mestu.

### 1997: Postavljen rekord proge
Rekord proge drži avstrijec Fritz Strobl, ki je leta 1997 zmagal s časom 1:51,58 minute. 
V letu 1998 je bila dirka izpeljana malo drugače: namesto da bi šla proga po Hausbergu in Traverzi ju je zaobšla in sicer po Ganslernu (zgornjem delu slaloma in slalomski prelomnici, tam pa se je spet priključila na ciljno strmino smukaške proge).

### 1999: Rekordno število gledalcev
Leta 1999 je skupaj v treh dneh, tekme obiskalo kar 99.000 obiskovalcev in 53.000 v smuku, oboje rekord, največ v zgodovini tega tekmovanja.

### 2006: Walchoffer drvel z 153 km/h
21. januarja 2006, je Michael Walchhofer (AVT) zmagal smuk in na cilji strmini postavil absolutni hitrostni rekord proge pri 153 km/h.

## Kako je Streif dobil ime?
Streif je dobil ime po delu poti v gornjem delu proge, katere lastnik je bil Straiff, kmet iz vasice Brixen (10 km zahodno od Kitzbühla).

### Odseki proge od starta do cilja
| Original         | Slovensko             | Kratek opis                                                 |
| »Startschuss«    | »Štart«               | 51% (27°) naklon, v 8,5 sekundah do 100 km/h                |
| »Mausefalle«     | »Mišnica«             | max. 85% (40,4°) naklon, skok med 60 in 80 m                |
| »Karusell«       | »Vrtiljak«            | 180° stopinjski viseči U zavoj, sile do 3,1 g               |
| »Steilhang«      | »Strmina«             | 72% (35,8°) naklon, tehnično zelo zahtevna strmina          |
| »Brückenschuss«  | »Gozdna pot«          | 7% (4°) naklon, prva ravnina po izhodu iz "Steilhang"       |
| »Gschöss«        | »Cesta«               | druga ravnina, najpoložnejši del 2% (1,15°), drsenje        |
| »Alte Schneise«  | »Stara poseka«        | dolga in relativno strma, a nezahtevna strmina (52%)        |
| »Seidlalmsprung« | »Skok pri kmetiji«    | leta 1994 novo zgrajen skok pri slavni kmetiji "Seidlalm"   |
| »Seidlalm«       | »Kmetija«             | tu se je leta 1966 rodila ideja o svetovnem pokalu          |
| »Lärchenschuss«  | »Macesnova pot«       | drsenje mimo macesnov po 90° stopinjskem zavoju             |
| »Oberhausberg«   | »Zgornji Hausberg«    | Gostišče ob progi, malce nad "prelomnico Hausberg"          |
| »Hausbergkante«  | »Prelomnica Hausberg« | 70% (35°) naklon, zahteven skok v prečni prehod             |
| »Traverse«       | »Prečni prehod«       | izredno težek, grbinast, poledenel in viseč prehod (3,5 g)  |
| »Zielschuss«     | »Ciljni pospešek«     | skok v strmino in kompresija, najhitrejši del (do 145 km/h) |
| »Zielsprung«     | »Ciljni skok«         | dolg, zahteven in nevaren višinski skok tik pred ciljem     |

## Podroben profil proge

### Start (Startschuss)
Start je na 1.665 metrih nadmorske višine. Iz starta gre tako praktično v prosti pad, saj ima začetna strmina, ki je dolga 160 metrov, naklon 27° stopinj (51%), kjer tekmovalec v 8.5 sekunde doseže hitrost 100 km/h in 8.5 na ekstremno poledeneli in viseči podlagi, prileti direkt na skok čez "Mišnico". Smučar ti nima časa dihat. Na vrhu je kot nikjer drugje prav posebna atmosfera, popolna tišina, v znak strahospoštovanja do te izjemno težke in nevarne proge. V preteklosti si je že marsikateri manj izkušen tekmovalec (smukač) zadnji trenutek v startni hišici premislil in odpel smuči.

### Mišnica (Mausefalle)
"Mausefalle" (Mišnica) je nabolj zloglasen, najbolj nevaren in najbolj znan del proge na svetu. In tudi najstrmešji del proge z 40,4° stopinjskim (85%) naklonom. Odsek v katerega smukač pridrvi z 100 km/h, smučar enostavno preskoči (60 do 80 metrov) in do konca strmine pospešuje do 120 km/h in nadaljujejo v ostreme levem zavoju v kompresijo. Ime tega odseka si je sredi 1950ih let izmislil Toni Sailer, st..

### Vrtiljak (Karusell)
"Karusell" (Vrtiljak) je zelo zahteven in oster 180° stopinjski viseči U zavoj v desno, kamor prideš z veliko hitrostjo kompresiji iz izhoda "Mišnice". Tekmovalec v tem zavoju doseže centrifugalno silo 3,1 g.

### Strmina (Steilhang)
"Steilhang" (Strmina) je eden tehnično najzahtevnejših odsekov v svetovnem pokalu nasploh, z zelo težkim dolgim desnim zavojem v strmino z naklonom 35,8° stopinj (72%) in ostrim visečim zavojem v levo v "Brückenschuss".

### Gozdna pot (Brückenschuss)
"Brückenschuss" (Gozdna pot) je prvi zelo ozek položen del z naklonom 7% (4°) ob zaščitni mreži, takoj po ostrem in strmem visečem desnem zavoju izhoda iz odseka "Steilhang". V tem odseku je Bode Miller leta 2008 z veliko hitrostjo priletel in v zraku z smučmi peljal in podrsal po zaščitni ograji, nadaljeval in smuk končal celo kot drugem.

### Cesta (Gschöss)
"Gschöss" (Cesta) je najpoložnejši del proge z 2% naklonom, kjer tekmovalec drsi po dolgi ravni cesti in mora pazit da ne zgublja hitrosti. To je drugi še bol položni del takoj po "Brückenschuss".

### Stara poseka (Alte Schneise)
"Alte Schneise" (Stara poseka) je dolg in relativno strm odsek, a ne pretirano zahteven. Odsek se začne takoj po dolgi položni ozki ravnini, na prelomnici z manjšim skokom in se nadaljuje v "Seidlalm skok".

### Skok pri kmetiji (Seidlalmsprung)
"Seidlalmsprung" (skok Seidlalm) je skok točno na sredini proge, ki je bil umetno zgrajen leta 1994, poimenovan po bližnjem gostišču "Seidlalm", ki je znano po tem da so tam leta 1966 trije fukncionarji in smučarski zanesenjaki prišli na idejo da ustanovijo Svetovni pokal v alpskem smučanju in so ga slab mesec kasneje na FIS kongresu tudi uradno udejanili. Na skok pridejo v globokem počepu, brez da bi videli kam skočijo. Tu ni prostora za napako saj morajo tekmovalci v zraku zaviti v desno da pridejo idealno v naslednji zavoj.

### Macesnov mimovoz (Lärchenschuss)
"Lärchenschuss" je pasaža mimo macesnov, kamor smučar pridrvi po 90° zavoju iz "Seidlalma".

### Zgornji Hausberg (Oberhausberg)
"Oberhausberg" (Zgornji Hausberg) je odsek med "Prelomnico Hausberg" in "Larchenschuss".

### Prelomnica Hausberg (Hausbergkannte)
"Hausbergkannte" (Prelomnica Hausberg), ki ima naklon 35° stopinj (70%), je najbolj pomemben in odločilen del proge, ki ga tekmovalci kar preskočijo. Zelo pomembna sama linija skoka, saj ta vodi v izjemno zahteven levi zavoj proti visečemu kucljastemu prečnemu prehodu. In če tekmovalec vanj pride prenizko je vsega konec, saj izgubi preveč časa in hitrosti, lahko pa je tudi nevarno, če pride prenizko ga lahko gravitacija posrka in sledi ponavadi hudi padec, ki se z veliko hitrostjo konča v zaščitni mreži. Leta 1981 je tukaj spektakularno padel Bojan Križaj.

### Prečni prehod (Traverse)
Prečni prehod ("Traverse" "Querfahrt") je poledenel in izjemno zahteven ter sorazmerno dolg viseč prečni prehod, v katerega temovalec dobesedno skoči iz Prelomnice Hausberg. V tem odseku gravitacija vseskozi tekmovalca vleče in tišči močno navzdol, je poln kucljev, smučina pa zelo nemirna, tudi z veliko spektakularnimi padci.

### Ciljni spust (Zielschuss)
"Zielschuss" (ciljni spust) je zadnja strmina pred ciljem, kjer gre do 145 km/h (rekord 153 km/h) in v nemirno kompresijo.

### Ciljni skok (Zielsprung)
"Rasmusleitn" (tudi "Zielsprung") je spektakularen ciljni skok, ob visoki hitrosti lahko nese zelo visoko in daleč.

## Vsi smukaški zmagovalci
Seznam zmagovalcev vseh klasičnih smukov za pokal Hahnenkamm in tudi 13 nadomestnih (dodatnih) smukov:
| Datum                                  | Leto | Zmagovalec                                                                                 | Država                                                                                     | Čas                                                                                        | Opomba                                                                                     |                                                                                        |
| -------------------------------------- | ---- | ------------------------------------------------------------------------------------------ | ------------------------------------------------------------------------------------------ | ------------------------------------------------------------------------------------------ | ------------------------------------------------------------------------------------------ | -------------------------------------------------------------------------------------- |
| ↓ FIS Svetovni pokal ↓                 |      |                                                                                            |                                                                                            |                                                                                            |                                                                                            |                                                                                        |
| 25. januar                             | 2025 | James Crawford                                                                             | Kanada                                                                                     | 1:53.64                                                                                    |                                                                                            |                                                                                        |
| 20. januar                             | 2024 | Cyprien Sarrazin (2)                                                                       | Francija                                                                                   | 1:52.96                                                                                    |                                                                                            |                                                                                        |
| 19. januar                             | 2024 | Cyprien Sarrazin (1)                                                                       | Francija                                                                                   | 1:55.75                                                                                    |                                                                                            |                                                                                        |
| 21. januar                             | 2023 | A. Aamodt Kilde (2)                                                                        | Norveška                                                                                   | 1:56.90                                                                                    |                                                                                            |                                                                                        |
| 20. januar                             | 2023 | Vincent Kriechmayr                                                                         | Avstrija                                                                                   | 1:56.16                                                                                    |                                                                                            |                                                                                        |
| 23. januar                             | 2022 | Beat Feuz (3)                                                                              | Švica                                                                                      | 1:56.68                                                                                    | prestavljeno iz sobote na nedeljo (vremenska napoved)                                      |                                                                                        |
| 21. januar                             | 2022 | A. Aamodt Kilde (1)                                                                        | Norveška                                                                                   | 1:55.92                                                                                    | zaradi vetra start nižje (40 metrov nad "Mišnico")                                         |                                                                                        |
| 24. januar                             | 2021 | Beat Feuz (2)                                                                              | Švica                                                                                      | 1:55.29                                                                                    | Iz sobote prestavljen na nedeljo (vremenska napoved)                                       |                                                                                        |
| 22. januar                             | 2021 | Beat Feuz (1)                                                                              | Švica                                                                                      | 1:53.77                                                                                    | "Petkov smuk" – nadomestil odpadli Wengen (COVID-19)                                       |                                                                                        |
| 25. januar                             | 2020 | Matthias Mayer                                                                             | Avstrija                                                                                   | 1:55.59                                                                                    |                                                                                            |                                                                                        |
| 25. januar                             | 2019 | Dominik Paris (3)                                                                          | Italija                                                                                    | 1:56.82                                                                                    | Iz sobote prestavljen na petek (zaradi vremenske napovedi)                                 |                                                                                        |
| 20. januar                             | 2018 | Thomas Dressen                                                                             | Nemčija                                                                                    | 1:56.15                                                                                    |                                                                                            |                                                                                        |
| 21. januar                             | 2017 | Dominik Paris (2)                                                                          | Italija                                                                                    | 1:55.01                                                                                    |                                                                                            |                                                                                        |
| 23. januar                             | 2016 | Peter Fill                                                                                 | Italija                                                                                    | 1:52.37                                                                                    | zaradi vetra start nižje (40 metrov nad "Mišnico")                                         |                                                                                        |
| 24. januar                             | 2015 | Kjetil Jansrud                                                                             | Norveška                                                                                   | 0:58.16                                                                                    | zaradi megle start nižje ("Seidlalmsprung" – 1.6 km)                                       |                                                                                        |
| 25 januar                              | 2014 | Hannes Reichelt                                                                            | Avstrija                                                                                   | 2:03.38                                                                                    | pomanjkanje snega (obvoz mimo "Hausberga" in "Traverze")                                   |                                                                                        |
| 26. januar                             | 2013 | Dominik Paris (1)                                                                          | Italija                                                                                    | 1:57.56                                                                                    | [ 14 ]                                                                                     |                                                                                        |
| 21. januar                             | 2012 | Didier Cuche (5)                                                                           | Švica                                                                                      | 1:13.28                                                                                    | zaradi sneženja start nižje ("Alte Schneise" – 2 km)                                       |                                                                                        |
| 22. januar                             | 2011 | Didier Cuche (4)                                                                           | Švica                                                                                      | 1:57.72                                                                                    | [ 16 ]                                                                                     |                                                                                        |
| 23. januar                             | 2010 | Didier Cuche (3)                                                                           | Švica                                                                                      | 1:53.74                                                                                    | [ 17 ]                                                                                     |                                                                                        |
| 24. januar                             | 2009 | Didier Défago                                                                              | Švica                                                                                      | 1:56.09                                                                                    | [ 18 ]                                                                                     |                                                                                        |
| 19. januar                             | 2008 | Didier Cuche (2)                                                                           | Švica                                                                                      | 1:52.75                                                                                    | zaradi vetra start nižje (40 metrov nad "Mišnico")                                         |                                                                                        |
| 27. januar                             | 2007 | pomanjkanje snega in mraza; nadomeščen 23.2.2007 v Garmisch-Pa                             | pomanjkanje snega in mraza; nadomeščen 23.2.2007 v Garmisch-Pa                             | pomanjkanje snega in mraza; nadomeščen 23.2.2007 v Garmisch-Pa                             | pomanjkanje snega in mraza; nadomeščen 23.2.2007 v Garmisch-Pa                             |                                                                                        |
| 21. januar                             | 2006 | Michael Walchhofer                                                                         | Avstrija                                                                                   | 1:46.75                                                                                    | zaradi megle start nižje (dno "Mišnice")                                                   |                                                                                        |
| 22. januar                             | 2005 | zaradi varnosti (sneg, dež); nadomeščen 18.2.2005 v Garmisch-Pa                            | zaradi varnosti (sneg, dež); nadomeščen 18.2.2005 v Garmisch-Pa                            | zaradi varnosti (sneg, dež); nadomeščen 18.2.2005 v Garmisch-Pa                            | zaradi varnosti (sneg, dež); nadomeščen 18.2.2005 v Garmisch-Pa                            |                                                                                        |
| 24. januar                             | 2004 | Stephan Eberharter (2)                                                                     | Avstrija                                                                                   | 1:55.48                                                                                    |                                                                                            |                                                                                        |
| 22. januar                             | 2004 | Lasse Kjus (2)                                                                             | Norveška                                                                                   | 1:58.78                                                                                    | "Četrtkov smuk" – nadomestil odpadli Wengen (sneg, veter)                                  |                                                                                        |
| 25. januar                             | 2003 | Daron Rahlves                                                                              | ZDA                                                                                        | 1:09.63                                                                                    | zaradi megle start nižje ("Alte Schneise" – 2 km)                                          |                                                                                        |
| 19. januar                             | 2002 | Stephan Eberharter (1)                                                                     | Avstrija                                                                                   | 1:54.21                                                                                    |                                                                                            |                                                                                        |
| 20. januar                             | 2001 | Hermann Maier                                                                              | Avstrija                                                                                   | 1:56.84                                                                                    |                                                                                            |                                                                                        |
| 22. januar                             | 2000 | Fritz Strobl (2)                                                                           | Avstrija                                                                                   | 1:46.54                                                                                    | skrajšan smuk                                                                              |                                                                                        |
| 23. januar                             | 1999 | Hans Knauß                                                                                 | Avstrija                                                                                   | 1:54.18                                                                                    |                                                                                            |                                                                                        |
| 22. januar                             | 1999 | Lasse Kjus (1)                                                                             | Norveška                                                                                   | 2:14.13                                                                                    | "Petek" – sprinterski smuk v 2 vožnjah (start: "Alte Schneise")                            |                                                                                        |
| 24. januar                             | 1998 | Kristian Ghedina                                                                           | Italija                                                                                    | 2:05.49                                                                                    |                                                                                            |                                                                                        |
| 23. januar                             | 1998 | Didier Cuche (1)                                                                           | Švica                                                                                      | 2:31.55                                                                                    | dve skrajšani vožnji (start: "Alte Schneise")                                              |                                                                                        |
| 25. januar                             | 1997 | Fritz Strobl (1)                                                                           | Avstrija                                                                                   | 1:51.58                                                                                    | časovni rekord proge, ki še ni bil presežen                                                |                                                                                        |
| 24. januar                             | 1997 | Luc Alphand (3)                                                                            | Francija                                                                                   | 2:12.55                                                                                    | "Petek" – šprinterski smuk v 2 vožnjah (start: "Alte Schneise")                            |                                                                                        |
| 13. januar                             | 1996 | Günther Mader                                                                              | Avstrija                                                                                   | 1:54.29                                                                                    | časovni rekord je držal 1 leto                                                             |                                                                                        |
| 14. januar                             | 1995 | Luc Alphand (2)                                                                            | Francija                                                                                   | 1:40.97                                                                                    | Smuk 2 – znižan zaradi preveč snega (start: "Steilhang")                                   |                                                                                        |
| 14. januar                             | 1995 | Luc Alphand (1)                                                                            | Francija                                                                                   | 1:40.33                                                                                    | Smuk 1 – prestavljen iz petka na soboto (start: "Steilhang")                               |                                                                                        |
| 15. januar                             | 1994 | Patrick Ortlieb                                                                            | Avstrija                                                                                   | 2:00.12                                                                                    |                                                                                            |                                                                                        |
| 16. januar                             | 1993 | pomanjkanje snega; nadomeščeno 16.1.1993 v St. Anton (dobili umetno zasneževanje)          | pomanjkanje snega; nadomeščeno 16.1.1993 v St. Anton (dobili umetno zasneževanje)          | pomanjkanje snega; nadomeščeno 16.1.1993 v St. Anton (dobili umetno zasneževanje)          | pomanjkanje snega; nadomeščeno 16.1.1993 v St. Anton (dobili umetno zasneževanje)          |                                                                                        |
| 18. januar                             | 1992 | Franz Heinzer (3)                                                                          | Švica                                                                                      | 1:56.63                                                                                    |                                                                                            |                                                                                        |
| 17. januar                             | 1992 | Franz Heinzer (2)                                                                          | Švica                                                                                      | 1:56.04                                                                                    | "Petkov smuk" – nadomestil odpadli St. Anton (časovni rekord je držal 4 leta)              |                                                                                        |
| 12. januar                             | 1991 | Franz Heinzer (1)                                                                          | Švica                                                                                      | 1:58.71                                                                                    |                                                                                            |                                                                                        |
| 20. januar                             | 1990 | Atle Skårdal                                                                               | Norveška                                                                                   | 2:26.20                                                                                    |                                                                                            |                                                                                        |
| 14. januar                             | 1989 | Daniel Mahrer                                                                              | Švica                                                                                      | 1:58.42                                                                                    |                                                                                            |                                                                                        |
| 13. januar                             | 1989 | Marc Girardelli                                                                            | Luksemburg                                                                                 | 2:01.25                                                                                    | "Petkov smuk" – nadomestil odpadli Las Leñas                                               |                                                                                        |
| 16. januar                             | 1988 | pomanjkanje snega; nadomeščen 16.1.1988 v Bad Kleinkirchheim                               | pomanjkanje snega; nadomeščen 16.1.1988 v Bad Kleinkirchheim                               | pomanjkanje snega; nadomeščen 16.1.1988 v Bad Kleinkirchheim                               | pomanjkanje snega; nadomeščen 16.1.1988 v Bad Kleinkirchheim                               |                                                                                        |
| 25. januar                             | 1987 | Pirmin Zurbriggen (3)                                                                      | Švica                                                                                      | 1:58.06                                                                                    |                                                                                            |                                                                                        |
| 18. januar                             | 1986 | Peter Wirnsberger (2)                                                                      | Avstrija                                                                                   | 2:02.04                                                                                    |                                                                                            |                                                                                        |
| 17. januar                             | 1986 | Peter Wirnsberger (1)                                                                      | Avstrija                                                                                   | 2:01.77                                                                                    | "Petkov smuk" – nadomestil odpadli Garmisch-Pa                                             |                                                                                        |
| 12. januar                             | 1985 | Pirmin Zurbriggen (2)                                                                      | Švica                                                                                      | 2:08.65                                                                                    |                                                                                            |                                                                                        |
| 11. januar                             | 1985 | Pirmin Zurbriggen (1)                                                                      | Švica                                                                                      | 2:06.95                                                                                    | "Petkov smuk" – nadomestil odpadli Puy St. Vincent                                         |                                                                                        |
| 21. januar                             | 1984 | Franz Klammer (4)                                                                          | Avstrija                                                                                   | 2:02.82                                                                                    |                                                                                            |                                                                                        |
| 22. januar                             | 1983 | Todd Brooker                                                                               | Kanada                                                                                     | 2:01.96                                                                                    |                                                                                            |                                                                                        |
| 21. januar                             | 1983 | Bruno Kernen                                                                               | Švica                                                                                      | 2:06.68                                                                                    | "Petkov smuk" – nadomestil odpadli Wengen                                                  |                                                                                        |
| 16. januar                             | 1982 | Steve Podborski (2)                                                                        | Kanada                                                                                     | 1:57.24                                                                                    |                                                                                            |                                                                                        |
| 15. januar                             | 1982 | Harti Weirather                                                                            | Avstrija                                                                                   | 1:57.20                                                                                    | "Petkov smuk" – nadomestil odpadli Morzine (časovni rekord je držal 10 let)                |                                                                                        |
| 17. januar                             | 1981 | Steve Podborski (1)                                                                        | Kanada                                                                                     | 2:03.46                                                                                    |                                                                                            |                                                                                        |
| 12. januar                             | 1980 | Ken Read                                                                                   | Kanada                                                                                     | 2:04.93                                                                                    |                                                                                            |                                                                                        |
| 20. januar                             | 1979 | Sepp Ferstl (2)                                                                            | Z. Nemčija                                                                                 | 2:04.48                                                                                    |                                                                                            |                                                                                        |
| 21. januar                             | 1978 | Josef Walcher (2) & Sepp Ferstl (1)                                                        | Avstrija · Z. Nemčija                                                                      | 2:07.81                                                                                    | dva zmagovalca z istim časom                                                               |                                                                                        |
| 20. januar                             | 1978 | Josef Walcher (1)                                                                          | Avstrija                                                                                   | 2:06.90                                                                                    | "Petkov smuk" – madomestil odpadli Heavenly Valley                                         |                                                                                        |
| 15. januar                             | 1977 | Franz Klammer (3)                                                                          | Avstrija                                                                                   | 2:09.71                                                                                    |                                                                                            |                                                                                        |
| 25. januar                             | 1976 | Franz Klammer (2)                                                                          | Avstrija                                                                                   | 2:03.79                                                                                    |                                                                                            |                                                                                        |
| 18. januar                             | 1975 | Franz Klammer (1)                                                                          | Avstrija                                                                                   | 2:03.22                                                                                    | časovni rekord je držal 7 let                                                              |                                                                                        |
| 26. januar                             | 1974 | Roland Collombin (2)                                                                       | Švica                                                                                      | 2:03.29                                                                                    | časovni rekord je držal 1 leto                                                             |                                                                                        |
| 27. januar                             | 1973 | Roland Collombin (1)                                                                       | Švica                                                                                      | 2:13.32                                                                                    |                                                                                            |                                                                                        |
| 15. januar                             | 1972 | Karl Schranz (4)                                                                           | Avstrija                                                                                   | 2:24.36                                                                                    |                                                                                            |                                                                                        |
| 14. januar                             | 1972 | Karl Schranz (3)                                                                           | Avstrija                                                                                   | 2:23.70                                                                                    | "Petkov smuk" – nadomestil odpadli Val d'Isere                                             |                                                                                        |
| 23. januar                             | 1971 | odpovedano; nadomeščen 31.1.1971 v Megève                                                  | odpovedano; nadomeščen 31.1.1971 v Megève                                                  | odpovedano; nadomeščen 31.1.1971 v Megève                                                  | odpovedano; nadomeščen 31.1.1971 v Megève                                                  |                                                                                        |
| 17. januar                             | 1970 | odpovedano; nadomeščen z VSL na progi Ganslern; 16. januar (1. tek) in 17. januar (2. tek) | odpovedano; nadomeščen z VSL na progi Ganslern; 16. januar (1. tek) in 17. januar (2. tek) | odpovedano; nadomeščen z VSL na progi Ganslern; 16. januar (1. tek) in 17. januar (2. tek) | odpovedano; nadomeščen z VSL na progi Ganslern; 16. januar (1. tek) in 17. januar (2. tek) |                                                                                        |
| 18. januar                             | 1969 | Karl Schranz (2)                                                                           | Avstrija                                                                                   | 2:18.80                                                                                    |                                                                                            |                                                                                        |
| 20. januar                             | 1968 | Gerhard Nenning                                                                            | Avstrija                                                                                   | 2:14.49                                                                                    |                                                                                            |                                                                                        |
| 21. januar                             | 1967 | Jean-Claude Killy                                                                          | Francija                                                                                   | 2:11.82                                                                                    | časovni rekord je držal 7 let                                                              |                                                                                        |
| ↓ FIS–A ↓                              |      |                                                                                            |                                                                                            |                                                                                            |                                                                                            |                                                                                        |
| 22. januar                             | 1966 | Karl Schranz (1)                                                                           | Avstrija                                                                                   | 2:16.6                                                                                     | časovni rekord je držal 1 leto                                                             |                                                                                        |
| 23. januar                             | 1965 | Ludwig Leitner                                                                             | Z. Nemčija                                                                                 | 2:30.8                                                                                     |                                                                                            |                                                                                        |
|                                        | 1964 | pomanjkanje snega                                                                          | pomanjkanje snega                                                                          | pomanjkanje snega                                                                          | pomanjkanje snega                                                                          | pomanjkanje snega                                                                      |
| 19. januar                             | 1963 | Egon Zimmermann                                                                            | Avstrija                                                                                   | 2:20.7                                                                                     | časovni rekord je držal 3 leta                                                             |                                                                                        |
| 20. januar                             | 1962 | Willi Forrer                                                                               | Švica                                                                                      | 2:37.6                                                                                     |                                                                                            |                                                                                        |
| 21. januar                             | 1961 | Guy Périllat                                                                               | Francija                                                                                   | 2:29.2                                                                                     |                                                                                            |                                                                                        |
| 16. januar                             | 1960 | Adrien Duvillard                                                                           | Francija                                                                                   | 2:26.1                                                                                     | časovni rekord je držal 3 leta                                                             |                                                                                        |
| 17. januar                             | 1959 | Buddy Werner                                                                               | ZDA                                                                                        | 2:33.4                                                                                     | časovni rekord je držal 1 leto                                                             |                                                                                        |
| 18. januar                             | 1958 | Anderl Molterer (2)                                                                        | Avstrija                                                                                   | 2:40.7                                                                                     | časovni rekord je držal 1 leto                                                             |                                                                                        |
| 19. januar                             | 1957 | Toni Sailer (2)                                                                            | Avstrija                                                                                   | 2:47.1                                                                                     |                                                                                            |                                                                                        |
| 14. januar                             | 1956 | Toni Sailer (1)                                                                            | Avstrija                                                                                   | 2:57.8                                                                                     |                                                                                            |                                                                                        |
| 15. januar                             | 1955 | Anderl Molterer (1)                                                                        | Avstrija                                                                                   | 2:46.2                                                                                     | časovni rekord je držal 3 leta                                                             |                                                                                        |
| 23. januar                             | 1954 | Christian Pravda (3)                                                                       | Avstrija                                                                                   | 2:47.9                                                                                     | časovni rekord je držal 1 leto                                                             |                                                                                        |
| 17. januar                             | 1953 | Bernhard Perren                                                                            | Švica                                                                                      | 2:54.5                                                                                     | časovni rekord je držal 1 leto                                                             |                                                                                        |
| ↓ Mednarodno tekmovanje ↓              |      |                                                                                            |                                                                                            |                                                                                            |                                                                                            |                                                                                        |
|                                        | 1952 | zaradi Mednarodnega nordijskega tedna, tekme edinkrat v zgodovini ni bilo na koledarju     | zaradi Mednarodnega nordijskega tedna, tekme edinkrat v zgodovini ni bilo na koledarju     | zaradi Mednarodnega nordijskega tedna, tekme edinkrat v zgodovini ni bilo na koledarju     | zaradi Mednarodnega nordijskega tedna, tekme edinkrat v zgodovini ni bilo na koledarju     | zaradi Mednarodnega nordijskega tedna, tekme edinkrat v zgodovini ni bilo na koledarju |
| 8. februar                             | 1951 | Christian Pravda (2)                                                                       | Avstrija                                                                                   | N/A                                                                                        |                                                                                            |                                                                                        |
| 7. februar                             | 1951 | Christian Pravda (1)                                                                       | Avstrija                                                                                   | 2:57.1                                                                                     | "Petkov smuk" – nadomestil odpadli...?                                                     |                                                                                        |
| 11. marec                              | 1950 | Fritz Huber, ml. (2)                                                                       | Avstrija                                                                                   | N/A                                                                                        |                                                                                            |                                                                                        |
| 11. marec                              | 1950 | Fritz Huber, ml. (1)                                                                       | Avstrija                                                                                   | 3:04.3                                                                                     | Nadomestni smuk za odpadli...?                                                             |                                                                                        |
| 5. februar                             | 1949 | Egon Schöpf                                                                                | Avstrija                                                                                   | 3:03.0                                                                                     |                                                                                            |                                                                                        |
| 13. marec                              | 1948 | Helmut Lantschner                                                                          | Avstrija                                                                                   | 3:16.3                                                                                     |                                                                                            |                                                                                        |
| 13. marec                              | 1948 | Edi Mall                                                                                   | Avstrija                                                                                   | 3:14.1                                                                                     | Nadomestni smuk za odpadli...?                                                             |                                                                                        |
| 7. marec                               | 1947 | Karl Feix                                                                                  | Avstrija                                                                                   | 3:36.0                                                                                     |                                                                                            |                                                                                        |
| 2. marec                               | 1946 | Thaddäus Schwabl (2)                                                                       | Avstrija                                                                                   | 3:04.3                                                                                     |                                                                                            |                                                                                        |
|                                        | 1945 | zaradi 2. svetovne vojne tekem ni bilo                                                     | zaradi 2. svetovne vojne tekem ni bilo                                                     | zaradi 2. svetovne vojne tekem ni bilo                                                     | zaradi 2. svetovne vojne tekem ni bilo                                                     | zaradi 2. svetovne vojne tekem ni bilo                                                 |
| 1944                                   |      | zaradi 2. svetovne vojne tekem ni bilo                                                     | zaradi 2. svetovne vojne tekem ni bilo                                                     | zaradi 2. svetovne vojne tekem ni bilo                                                     | zaradi 2. svetovne vojne tekem ni bilo                                                     | zaradi 2. svetovne vojne tekem ni bilo                                                 |
| 1943                                   |      | zaradi 2. svetovne vojne tekem ni bilo                                                     | zaradi 2. svetovne vojne tekem ni bilo                                                     | zaradi 2. svetovne vojne tekem ni bilo                                                     | zaradi 2. svetovne vojne tekem ni bilo                                                     | zaradi 2. svetovne vojne tekem ni bilo                                                 |
| 1942                                   |      | zaradi 2. svetovne vojne tekem ni bilo                                                     | zaradi 2. svetovne vojne tekem ni bilo                                                     | zaradi 2. svetovne vojne tekem ni bilo                                                     | zaradi 2. svetovne vojne tekem ni bilo                                                     | zaradi 2. svetovne vojne tekem ni bilo                                                 |
| 1941                                   |      | zaradi 2. svetovne vojne tekem ni bilo                                                     | zaradi 2. svetovne vojne tekem ni bilo                                                     | zaradi 2. svetovne vojne tekem ni bilo                                                     | zaradi 2. svetovne vojne tekem ni bilo                                                     | zaradi 2. svetovne vojne tekem ni bilo                                                 |
| 1940                                   |      | zaradi 2. svetovne vojne tekem ni bilo                                                     | zaradi 2. svetovne vojne tekem ni bilo                                                     | zaradi 2. svetovne vojne tekem ni bilo                                                     | zaradi 2. svetovne vojne tekem ni bilo                                                     | zaradi 2. svetovne vojne tekem ni bilo                                                 |
| 1939                                   |      | zaradi 2. svetovne vojne tekem ni bilo                                                     | zaradi 2. svetovne vojne tekem ni bilo                                                     | zaradi 2. svetovne vojne tekem ni bilo                                                     | zaradi 2. svetovne vojne tekem ni bilo                                                     | zaradi 2. svetovne vojne tekem ni bilo                                                 |
| 1938                                   |      | zaradi 2. svetovne vojne tekem ni bilo                                                     | zaradi 2. svetovne vojne tekem ni bilo                                                     | zaradi 2. svetovne vojne tekem ni bilo                                                     | zaradi 2. svetovne vojne tekem ni bilo                                                     | zaradi 2. svetovne vojne tekem ni bilo                                                 |
| 19. marec                              | 1937 | Thaddäus Schwabl (1)                                                                       | Avstrija                                                                                   | 3:53.1                                                                                     | prvič in odtlej na progi"Streif"                                                           |                                                                                        |
|                                        |      |                                                                                            |                                                                                            |                                                                                            |                                                                                            |                                                                                        |
| ↓ Tekme so potekale na drugih progah ↓ |      |                                                                                            |                                                                                            |                                                                                            |                                                                                            |                                                                                        |
| 7. marec                               | 1936 | Freidl Pfeifer                                                                             | Avstrija                                                                                   | 5:03.2                                                                                     | tekmovanje na progi "Penkelstein"                                                          |                                                                                        |
| 23. marec                              | 1935 | Siegfried Engl                                                                             | Avstrija                                                                                   | 4:38.8                                                                                     | tekmovanje na progi "Stickelberg"                                                          |                                                                                        |
| 24. marec                              | 1934 | tekme ni bilo zaradi političnih razlogov                                                   | tekme ni bilo zaradi političnih razlogov                                                   | tekme ni bilo zaradi političnih razlogov                                                   | tekme ni bilo zaradi političnih razlogov                                                   | tekme ni bilo zaradi političnih razlogov                                               |
| 25. marec                              | 1933 | tekme ni bilo zaradi političnih razlogov                                                   | tekme ni bilo zaradi političnih razlogov                                                   | tekme ni bilo zaradi političnih razlogov                                                   | tekme ni bilo zaradi političnih razlogov                                                   | tekme ni bilo zaradi političnih razlogov                                               |
| 19. marec                              | 1932 | Walter Prager                                                                              | Švica                                                                                      | 7:56.4                                                                                     | tekmovanje na progi "Stickelberg"                                                          |                                                                                        |
| 28. marec                              | 1931 | Ferdl Friedensbacher                                                                       | Avstrija                                                                                   | 4:34.2                                                                                     | tekmovanje na progi "Flecklam"                                                             |                                                                                        |

## Največ smukaških zmag na Streifu
Vse smukaške tekme od 1937 naprej, vključno z 13 dodatnimi oziroma nadomestnimi smuki:
| - Karl Feix (1947) - Edi Mall (1948)1N - Hellmut Lantschner (1948) - Egon Schöpf (1949) - Bernhard Perren (1953) - Bud Werner (1959) - Adrien Duvillard (1960) - Guy Perillat (1961) - Willi Forrer (1962) - Egon Zimmermann (1963) - Ludwig Leitner (1965) - Jean-Claude Killy (1967) - Gerhard Nenning (1968) - Ken Read (1980) - Harti Weirather (1982)1N - Todd Brooker (1983) - Bruno Kernen (1983)1N - Marc Girardelli (1989)1N - Daniel Mahrer (1989) - Atle Skårdal (1990) - Patrick Ortlieb (1994) - Günther Mader (1996) - Kristian Ghedina (1998) - Hans Knauß (1999) - Hermann Maier (2001) - Daron Rahlves (2003) - Michael Walchhofer (2006) - Didier Defago (2009) - Hannes Reichelt (2014) - Kjetil Jansrud (2015) - Peter Fill (2016) - Thomas Dreßen (2017) - Matthias Mayer (2020) - Vincent Kriechmayr (2023) | - Thaddäus Schwabl (1937, 1946) - Fritz Hubert ml. (1950)1N - Anderl Molterer (1955, 1958) - Toni Sailer (1956, 1957) - Roland Collombin (1973, 1974) - Josef Walcher (1978)1N - Sepp Ferstl (1978, 1979) - Steve Podborski (1981,1982) - Peter Wirnsberger I (1986)1N - Fritz Strobl (1997, 2000) - Lasse Kjus (1999, 2004)1N - Stephan Eberharter (2002, 2004) - Aleksander Aamodt Kilde (2022, 2023) - Christian Pravda (1951, 1954)1N - Franz Heinzer (1991, 1992)1N - Pirmin Zurbriggen (1985, 1987)1N - Luc Alphand (1995, 1997) - Dominik Paris (2013, 2017, 2019) - Beat Feuz (2021, 2022)1N - Karl Schranz (1966, 1969, 1972)1N - Franz Klammer (1975, 1976, 1977, 1984) - Didier Cuche (1998, 2008, 2010, 2011, 2012) |

## Club5+
Leta 1988 je Serge Lang (soustanovitelj svet. pokala), ustanovil elitni "Club5", v katerem je bilo prvotno pet najpomembnejših in najstarejših klasičnih smukov z dolgo tradicijo: Kitzbühel, Wengen, Garmisch, Val d’Isère in Val Gardena. Z namenom boljšega trženja in tekem na najvišji ravni.
Kasneje so se pridružili še drugi in spremenili ime v Club5+: Alta Badia (1994), Cortina (1997), Kranjska Gora (1997), Schladming (1998), Maribor (1998), Adelboden (2004), Kvitfjell (2005), St. Moritz (2010), Åre (2011), Zagreb (2013), Crans-Montana (2016), Madonna di Campiglio (2020).
Jasná je leta 2021 postala pridružen član kluba. Medtem pa je Lake Louise (2003-2021) kot prvi izstopil in ni več član kluba.

## Odpovedano ali skrajšano
- 1995, 1998, 2000, 2003, 2006, 2008,2012, 2015, 2016, 2022 — skrajšani
- 1964, 1970, 1971, 1988, 1993, 2005, 2007 —  pomanjkanje snega
- 1938, 1939, 1940, 1941, 1942, 1943, 1944, 1945 — vojna
- 1952 — tekem edinkrat v zgodovini ni bilo v koledarju
- 1998, 2014 — obvoz po Ganslernu (mimo Hausberga in Traverze)

### Nadomestni smuki
- 1948, 1950, 1951, 1972, 1978, 1982, 1983, 1985, 1989, 1992, 1999, 2004, 2021 — le ti seveda niso šteli za pokal Hahnenkamm